# Pijuszti
Pijuszti (vagy Piyusti, Pí-i̯u-uš-ti(-iš)) Hattuszasz uralkodója volt. Anittasz dokumentuma alapján Szalampa segédcsapatait magával vitte, amikor Anittasz Calpa ellen vonult. A szöveg töredékessége miatt nem bizonyos, hogy Anittasz ellen, vagy Calpa ellen vonult fel. A második szalampai csatában vereséget szenvedett a kusszarai seregtől, majd székvárosába hátrálva elvesztette a várat. Pijuszti Anittasz proklamációjában mPí-u-uš-ti-iš LUGAL [UR]UḪa-at-ti megfogalmazással szerepel, azaz Hatti királyaként.
Hattuszaszt Anittasz teljesen leromboltatta és megátkozta, hogy soha, senki ne telepítse be újra, ennek ellenére éppen utódai újjáépítették.

## Lásd még
Hettita uralkodók listája